# UEFA Champions League 2018-2019 (qualificazioni)
La fase di qualificazione della UEFA Champions League 2018-2019 si è disputata tra il 26 giugno 2018 e il 14 agosto 2018. Hanno partecipato a questa prima fase della competizione 51 club: 10 di essi si sono qualificati al successivo turno di spareggi, composto da 12 squadre.

## Date
|                        | Fase                    | Turno         | Sorteggio                                            | Andata            | Ritorno                  |
| ---------------------- | ----------------------- | ------------- | ---------------------------------------------------- | ----------------- | ------------------------ |
| Fase di qualificazione | Turno preliminare       | Semifinali    | 12 giugno 2018, ore 12:00 CEST (Nyon)                | 26 giugno 2018    | 26 giugno 2018           |
| Fase di qualificazione | Turno preliminare       | Finale        | 12 giugno 2018, ore 12:00 CEST (Nyon)                | 29 giugno 2018    | 29 giugno 2018           |
| Fase di qualificazione | Turni di qualificazione | Primo turno   | 19 giugno 2018, ore 12:00 CEST ore 14:00 CEST (Nyon) | 10-11 luglio 2018 | 17-18 luglio 2018        |
| Fase di qualificazione | Turni di qualificazione | Secondo turno | 19 giugno 2018, ore 12:00 CEST ore 14:00 CEST (Nyon) | 24-25 luglio 2018 | 31 luglio-1º agosto 2018 |
| Fase di qualificazione | Turni di qualificazione | Terzo turno   | 23 luglio 2018 (Nyon)                                | 7-8 agosto 2018   | 14 agosto 2018           |

## Partecipanti
| Legenda | Legenda                                                      | Legenda | Legenda |
| --- | ------------------------------------------------------------ | ------- | ------- |
| I club vincitori del terzo turno avanzano al turno di spareggi |                                                              |         |         |
| I club sconfitti nel turno preliminare e | nel primo turno accedono al Secondo turno dell'Europa League |         |         |
| I club sconfitti nel secondo turno accedono al Terzo turno dell'Europa League                                                                                      |                                                              |         |         |
| I club sconfitti nel terzo turno accedono agli Spareggi (se partecipanti tra i Campioni) o alla Fase a gironi (se partecipanti tra le Piazzate) dell'Europa League |                                                              |         |         |

| Squadre        | Coeff    |
| Campioni       | Campioni |
| -------------- | -------- |
| Salisburgo     | 55.500   |
| AEK Atene      | 10.000   |
| Piazzati       |          |
| Benfica        | 80.000   |
| Dinamo Kiev    | 62.000   |
| Fenerbahçe     | 23.500   |
| Spartak Mosca  | 13.500   |
| Standard Liegi | 12.500   |
| Slavia Praga   | 7.500    |

| Squadre         | Coeff    |
| Campioni        | Campioni |
| --------------- | -------- |
| BATĖ Borisov    | 20.500   |
| Dinamo Zagabria | 17.500   |
| Midtjylland     | 11.500   |
| CFR Cluj        | 4.090    |
| Piazzati        |          |
| Basilea         | 71.000   |
| Ajax            | 53.500   |
| PAOK            | 29.500   |
| Sturm Graz      | 6.570    |

| Squadre            | Coeff    |
| Campioni           | Campioni |
| ------------------ | -------- |
| Ludogorec          | 37.000   |
| Celtic             | 31.000   |
| APOEL              | 27.000   |
| Legia Varsavia     | 24.500   |
| Astana             | 21.750   |
| Qarabağ            | 20.500   |
| Sheriff Tiraspol   | 14.750   |
| Malmö FF           | 14.000   |
| Stella Rossa       | 10.750   |
| Hapoel Be'er Sheva | 10.000   |
| Rosenborg          | 9.000    |
| HJK                | 8.000    |
| The New Saints     | 5.000    |
| Kukësi             | 4.250    |
| Fehérvár           | 4.250    |
| Zrinjski Mostar    | 3.750    |

| Squadre           | Coeff    |
| Campioni          | Campioni |
| ----------------- | -------- |
| F91 Dudelange     | 3.500    |
| Škendija          | 3.500    |
| Spartak Trnava    | 3.500    |
| Valletta          | 3.250    |
| Crusaders         | 3.000    |
| Víkingur Gøta     | 3.000    |
| Olimpia Lubiana   | 2.900    |
| Alaškert          | 2.500    |
| Sutjeska          | 2.500    |
| Sūduva            | 2.000    |
| Cork City         | 1.750    |
| Spartaks Jūrmala  | 1.750    |
| Valur             | 1.650    |
| Flora Tallinn     | 1.250    |
| T'orp'edo Kutaisi | 1.000    |

| Squadre          | Coeff    |
| Campioni         | Campioni |
| ---------------- | -------- |
| FC Santa Coloma  | 2.750    |
| Lincoln Red Imps | 2.750    |
| La Fiorita       | 1.750    |
| Drita            | 0.000    |

## Risultati

### Turno preliminare
Partecipano al turno preliminare 4 squadre, sorteggiate in due accoppiamenti di sola andata, con le due vincitrici che si affrontano per l'accesso al primo turno in gara secca. Tutti gli incontri del "mini-torneo" si disputano al Victoria Stadium di Gibilterra.

#### Sorteggio
| Teste di serie                   | Non teste di serie |
| -------------------------------- | ------------------ |
| FC Santa Coloma Lincoln Red Imps | La Fiorita Drita   |

#### Risultati

##### Semifinali
| Arbitro: | Paul Mclaughlin |

|  |           |                                    |
|  | Marcatori | 99’ Shabani 105+3’ (rig.) Gërbeshi |

| Arbitro: | Jørgen Burchardt |

|  |           |                         |
|  | Marcatori | 2’ Hernandez 51’ Moreno |

##### Finale
| Arbitro: | Manfredas Lukjancukas |

|            |           |                                                    |
| Corral 61’ | Marcatori | 2’, 105+3’ (rig.) Leci 120’ Shabani 120+4’ Neziraj |

##### Tabella riassuntiva
| Squadra 1        | Risultato   | Squadra 2        |
| Semifinali       | Semifinali  | Semifinali       |
| ---------------- | ----------- | ---------------- |
| FC Santa Coloma  | 0 - 2 (dts) | Drita            |
| La Fiorita       | 0 - 2       | Lincoln Red Imps |
| Finale           |             |                  |
| Lincoln Red Imps | 1 - 4 (dts) | Drita            |

### Primo turno di qualificazione

#### Sorteggio
| Gruppo 1                                               | Gruppo 1                                                        | Gruppo 2                                        | Gruppo 2                                      | Gruppo 3                                                             | Gruppo 3                                                                 |
| Teste di serie                                         | Non teste di serie                                              | Teste di serie                                  | Non teste di serie                            | Teste di serie                                                       | Non teste di serie                                                       |
| ------------------------------------------------------ | --------------------------------------------------------------- | ----------------------------------------------- | --------------------------------------------- | -------------------------------------------------------------------- | ------------------------------------------------------------------------ |
| APOEL Qarabağ Sheriff Tiraspol The New Saints Fehérvár | Škendija F91 Dudelange Olimpia Lubiana Sūduva T'orp'edo Kutaisi | Ludogorec Legia Varsavia Malmö FF Rosenborg HJK | Víkingur Gøta Crusaders Drita Cork City Valur | Celtic Astana Stella Rossa Hapoel Be'er Sheva Kukësi Zrinjski Mostar | Spartak Trnava Valletta Alaškert Sutjeska Spartaks Jūrmala Flora Tallinn |

#### Risultati

##### Andata
| Arbitro: | Erik Lambrechts |

|                     |           |                                                |
| Sappinen 73’ (rig.) | Marcatori | 18’ Sahar 36’ (rig.) Tzedek 53’ Maman 85’ Ezra |

| Arbitro: | Aleksandrs Golubevs |

|                                    |           |               |
| Kimadze 24’ Kukhianidze 64’ (rig.) | Marcatori | 14’ Badibanga |

| Arbitro: | Danilo Grujić |

|  |           |                                        |
|  | Marcatori | 45+2’ Édouard 81’ Forrest 90’ McGregor |

| Arbitro: | Zaven Hovhannisyan |

|             |           |            |
| Mélisse 58’ | Marcatori | 42’ Huszti |

| Arbitro: | Robert Hennessy |

|                  |           |                                      |
| G. Vatnhamar 51’ | Marcatori | 9’ Dahlström 29’ (aut.) A. Gregersen |

| Arbitro: | Timotheos Christofi |

|                                         |           |  |
| Emini 14’ B. Ibraimi 38’, 53’, 60’, 66’ | Marcatori |  |

| Arbitro: | Radu Petrescu |

|  |           |                |
|  | Marcatori | 79’ Kucharczyk |

| Arbitro: | Boris Marhefka |

|  |           |                                             |
|  | Marcatori | 13’ Strandberg 39’ Traustason 82’ Rosenberg |

| Arbitro: | Ferenc Karakó |

|                      |           |  |
| Mýrtazaev 29’ (rig.) | Marcatori |  |

| Riga 11 luglio 2018, ore 18:00 CEST | Spartaks Jūrmala | 0 – 0 referto | Stella Rossa | Skonto Stadium (2 068 spett.)\| Arbitro: \| Mykola Balakin \| |
| Arbitro:                            | Mykola Balakin   |               |              |                                                               |

| Arbitro: | Denis Scherbakov |

|           |           |  |
| Jirka 79’ | Marcatori |  |

| Arbitro: | Fedayi San |

|                      |           |            |
| Cicilia 9’, 13’, 19’ | Marcatori | 90+4’ Caju |

| Arbitro: | Dumitri Muntean |

|                                                                         |           |  |
| Marcelinho 25’, 66’ Brown 40’ (aut.) Keșerü 53’ Świerczok 73’, 78’, 80’ | Marcatori |  |

| Scutari 11 luglio 2018, ore 19:00 CEST | Kukësi              | 0 – 0 referto | Valletta | Stadio Loro Borici (350 spett.)\| Arbitro: \| Thoroddur Hjaltalin \| |
| Arbitro:                               | Thoroddur Hjaltalin |               |          |                                                                      |

| Arbitro: | Lawrence Visser |

|  |           |              |
|  | Marcatori | 79’ Guerrier |

| Arbitro: | Rade Obrenovic |

|                    |           |  |
| Sigurbjörnsson 84’ | Marcatori |  |

##### Ritorno
| Arbitro: | Igor Pajac |

|            |           |            |
| Malano 67’ | Marcatori | 84’ Dzaria |

| Arbitro: | Duje Strukan |

|                                   |           |               |
| Klauss 1’ Mensah 10’ Yaghoubi 19’ | Marcatori | 21’ Vatnhamar |

| Arbitro: | Tomasz Musiał |

|                                 |           |            |
| Ezra 15’ Maman 27’ Melikson 48’ | Marcatori | 86’ Alliku |

| Arbitro: | Laurent Kopriwa |

|                            |           |  |
| Strandberg 55’ Larsson 60’ | Marcatori |  |

| Arbitro: | Glenn Nyberg |

|          |           |  |
| Poté 20’ | Marcatori |  |

| Arbitro: | Pavel Orel |

|                                              |           |  |
| Ebbe 15’ Redmond 30’ Cabango 35’ Byrne 90+6’ | Marcatori |  |

| Arbitro: | Donald Robertson |

|                          |           |               |
| Lazović 18’ Šćepović 58’ | Marcatori | 54’ Couturier |

| Arbitro: | Alper Ulusoy |

|                                |           |  |
| Ben Nabouhane 78’ Krstičić 81’ | Marcatori |  |

| Arbitro: | Kai Erik Steen |

|                                           |           |  |
| Kanté 27’ Radović 73’ (rig.) Carlitos 89’ | Marcatori |  |

| Arbitro: | Roomer Tarajev |

|  |           |                                |
|  | Marcatori | 11’ (aut.) Brown 65’ Świerczok |

| Arbitro: | Julian Weinberger |

|               |           |           |
| Todorović 58’ | Marcatori | 15’ Godál |

| Baku 18 luglio 2018, ore 19:00 CEST | Qarabağ    | 0 – 0 referto | Olimpia Lubiana | Tofik Bakhramov Stadium (21 520 spett.)\| Arbitro: \| Erez Papir \| |
| Arbitro:                            | Erez Papir |               |                 |                                                                     |

| Arbitro: | Peter Kjaesgaard-Andersen |

|                                 |           |  |
| Badibanga 9’ Joálisson 40’, 55’ | Marcatori |  |

| Arbitro: | Stefan Apostolov |

|                                                |           |                       |
| Bendtner 55’ (rig.), 90+4’ (rig.) Trondsen 72’ | Marcatori | 85’ (rig.) Sigurðsson |

| Arbitro: | João Pinheiro |

|  |           |                            |
|  | Marcatori | 38’ Despotović 65’ Mujïqov |

| Arbitro: | Horatiu Fesnic |

|                                    |           |  |
| Dembélé 8’, 19’ (rig.) Forrest 35’ | Marcatori |  |

##### Tabella riassuntiva
| Squadra 1         | Totale      | Squadra 2          | Andata | Ritorno |
| ----------------- | ----------- | ------------------ | ------ | ------- |
| T'orp'edo Kutaisi | 2 - 4       | Sheriff Tiraspol   | 2 - 1  | 0 - 3   |
| Škendija          | 5 - 4       | The New Saints     | 5 - 0  | 0 - 4   |
| Sūduva            | 3 - 2       | APOEL              | 3 - 1  | 0 - 1   |
| Olimpia Lubiana   | 0 - 1       | Qarabağ            | 0 - 1  | 0 - 0   |
| F91 Dudelange     | 2 - 3       | Fehérvár           | 1 - 1  | 1 - 2   |
| Drita             | 0 - 5       | Malmö FF           | 0 - 3  | 0 - 2   |
| Víkingur Gøta     | 2 - 5       | HJK                | 1 - 2  | 1 - 3   |
| Ludogorec         | 9 - 0       | Crusaders          | 7 - 0  | 2 - 0   |
| Cork City         | 0 - 4       | Legia Varsavia     | 0 - 1  | 0 - 3   |
| Valur             | 2 - 3       | Rosenborg          | 1 - 0  | 1 - 3   |
| Kukësi            | 1 - 1 (gfc) | Valletta           | 0 - 0  | 1 - 1   |
| Flora Tallinn     | 2 - 7       | Hapoel Be'er Sheva | 1 - 4  | 1 - 3   |
| Spartaks Jūrmala  | 0 - 2       | Stella Rossa       | 0 - 0  | 0 - 2   |
| Alaškert          | 0 - 6       | Celtic             | 0 - 3  | 0 - 3   |
| Spartak Trnava    | 2 - 1       | Zrinjski Mostar    | 1 - 0  | 1 - 1   |
| Astana            | 3 - 0       | Sutjeska           | 1 - 0  | 2 - 0   |

### Secondo turno di qualificazione

#### Sorteggio
| Campioni                                          | Campioni                                                | Campioni                                                   | Campioni                                           | Piazzate       | Piazzate           |
| Gruppo 1                                          | Gruppo 1                                                | Gruppo 2                                                   | Gruppo 2                                           | Piazzate       | Piazzate           |
| Teste di serie                                    | Non teste di serie                                      | Teste di serie                                             | Non teste di serie                                 | Teste di serie | Non teste di serie |
| ------------------------------------------------- | ------------------------------------------------------- | ---------------------------------------------------------- | -------------------------------------------------- | -------------- | ------------------ |
| Ludogorec Astana Qarabağ Dinamo Zagabria Malmö FF | Midtjylland Hapoel Be'er Sheva Fehérvár Kukësi CFR Cluj | Celtic Sūduva Legia Varsavia BATĖ Borisov Sheriff Tiraspol | Stella Rossa Rosenborg HJK Škendija Spartak Trnava | Basilea Ajax   | PAOK Sturm Graz    |

#### Risultati

##### Andata

###### Campioni
| Arbitro: | Radu Petrescu |

|                         |           |             |
| Kleinheisler 31’, 90+4’ | Marcatori | 51’ Wikheim |

| Arbitro: | Nikola Dabanović |

|  |           |                |
|  | Marcatori | 45’ Strandberg |

| Arbitro: | Ali Palabıyık |

|                                                  |           |  |
| Hajrović 22’ Oršić 28’ Ademi 51’, 62’ Hodžić 82’ | Marcatori |  |

| Arbitro: | Mads-Kristoffer Kristoffersen |

|             |           |  |
| Ibraimi 24’ | Marcatori |  |

| Arbitro: | Bastian Dankert |

|                                |           |  |
| Ebecilio 23’ Radonjić 35’, 58’ | Marcatori |  |

| Arbitro: | Ádám Farkas |

|  |           |                          |
|  | Marcatori | 16’ Grendel 90+3’ Vlasko |

| Barysaŭ 25 luglio 2018, ore 19:00 CEST | BATĖ Borisov   | 0 – 0 referto | HJK | Barysaŭ-Arėna (11 567 spett.)\| Arbitro: \| Marco Di Bello \| |
| Arbitro:                               | Marco Di Bello |               |     |                                                               |

| Scutari 25 luglio 2018, ore 19:00 CEST | Kukësi            | 0 – 0 referto | Qarabağ | Stadio Loro-Boriçi (700 spett.)\| Arbitro: \| Ola Hobber Nilsen \| |
| Arbitro:                               | Ola Hobber Nilsen |               |         |                                                                    |

| Razgrad 25 luglio 2018, ore 19:00 CEST | Ludogorec     | 0 – 0 referto | MOL Vidi | Ludogorec Arena (5 327 spett.)\| Arbitro: \| Bojan Pandžić \| |
| Arbitro:                               | Bojan Pandžić |               |          |                                                               |

| Arbitro: | Bart Vertenten |

|                             |           |            |
| Édouard 43’, 75’ Ntcham 46’ | Marcatori | 16’ Meling |

###### Piazzate
| Arbitro: | Robert Madley |

|                        |           |           |
| Cañas 32’ Prijović 80’ | Marcatori | 82’ Ajeti |

| Arbitro: | Alejandro Hernández Hernández |

|                       |           |  |
| Ziyech 15’ Schøne 57’ | Marcatori |  |

##### Ritorno

###### Campioni
| Arbitro: | François Letexier |

|                               |           |                          |
| Ogu 14’ Stojanović 34’ (aut.) | Marcatori | 49’ Budimir 54’ Hajrović |

| Tiraspol 31 luglio 2018, ore 19:00 CEST | Sheriff Tiraspol | 0 – 0 referto | Škendija | Sheriff Stadium (6 319 spett.)\| Arbitro: \| Ville Nevalainen \| |
| Arbitro:                                | Ville Nevalainen |               |          |                                                                  |

| Arbitro: | Roi Reinshreiber |

|  |           |           |
|  | Marcatori | 63’ Astiz |

| Arbitro: | Jonathan Lardot |

|              |           |                                 |
| Yaghoubi 28’ | Marcatori | 20’ (aut.) Rafinha 24’ Stasevič |

| Arbitro: | Andrew Dallas |

|                |           |             |
| Traustason 55’ | Marcatori | 36’ Đoković |

| Herning 1º agosto 2018, ore 19:00 CEST | Midtjylland           | 0 – 0 referto | Astana | Herning Arena (8 731 spett.)\| Arbitro: \| Juan Martínez Munuera \| |
| Arbitro:                               | Juan Martínez Munuera |               |        |                                                                     |

| Arbitro: | Peter Kráľovič |

|                                                  |           |  |
| Dani Quintana 24’ (rig.), 57’ (rig.) Delarge 89’ | Marcatori |  |

| Arbitro: | Tiago Martins |

|  |           |                               |
|  | Marcatori | 8’ Ben Nabouhane 38’ Radonjić |

| Arbitro: | Manuel Schüttengruber |

|            |           |  |
| Hadžić 45’ | Marcatori |  |

| Trondheim 1º agosto 2018, ore 20:45 CEST | Rosenborg      | 0 – 0 referto | Celtic | Lerkendal Stadion (14 263 spett.)\| Arbitro: \| Sandro Schärer \| |
| Arbitro:                                 | Sandro Schärer |               |        |                                                                   |

###### Piazzate
| Arbitro: | Paolo Valeri |

|  |           |                                        |
|  | Marcatori | 7’ Varela 52’ Prijović 60’ El Kaddouri |

| Arbitro: | Bartosz Frankowski |

|                  |           |                              |
| Onana 89’ (aut.) | Marcatori | 39’, 77’ Huntelaar 48’ Tadić |

##### Tabella riassuntiva
| Squadra 1       | Totale   | Squadra 2          | Andata   | Ritorno  |
| Campioni        | Campioni | Campioni           | Campioni | Campioni |
| --------------- | -------- | ------------------ | -------- | -------- |
| Astana          | 2 - 1    | Midtjylland        | 2 - 1    | 0 - 0    |
| Ludogorec       | 0 - 1    | Fehérvár           | 0 - 0    | 0 - 1    |
| Kukësi          | 0 - 3    | Qarabağ            | 0 - 0    | 0 - 3    |
| CFR Cluj        | 1 - 2    | Malmö FF           | 0 - 1    | 1 - 1    |
| Dinamo Zagabria | 7 - 2    | Hapoel Be'er Sheva | 5 - 0    | 2 - 2    |
| Stella Rossa    | 5 - 0    | Sūduva             | 3 - 0    | 2 - 0    |
| BATĖ Borisov    | 2 - 1    | HJK                | 0 - 0    | 2 - 1    |
| Škendija        | 1 - 0    | Sheriff Tiraspol   | 1 - 0    | 0 - 0    |
| Legia Varsavia  | 1 - 2    | Spartak Trnava     | 0 - 2    | 1 - 0    |
| Celtic          | 3 - 1    | Rosenborg          | 3 - 1    | 0 - 0    |
| Piazzate        |          |                    |          |          |
| PAOK            | 5 - 1    | Basilea            | 2 - 1    | 3 - 0    |
| Ajax            | 5 - 1    | Sturm Graz         | 2 - 0    | 3 - 1    |

### Terzo turno di qualificazione

#### Sorteggio
| Campioni                                                 | Campioni                                                              | Piazzate                      | Piazzate                                             |
| Teste di serie                                           | Non teste di serie                                                    | Teste di serie                | Non teste di serie                                   |
| -------------------------------------------------------- | --------------------------------------------------------------------- | ----------------------------- | ---------------------------------------------------- |
| Salisburgo Fehérvár Celtic Spartak Trnava Astana Qarabağ | BATĖ Borisov Dinamo Zagabria Škendija Malmö FF Stella Rossa AEK Atene | Benfica PAOK Dinamo Kiev Ajax | Fenerbahçe Spartak Mosca Standard Liegi Slavia Praga |

#### Risultati

##### Andata

###### Campioni
| Arbitro: | John Beaton |

|  |           |                      |
|  | Marcatori | 39’ Budimir 84’ Olmo |

| Arbitro: | Andreas Ekberg |

|  |           |            |
|  | Marcatori | 36’ Drahun |

| Arbitro: | Matej Jug |

|                  |           |          |
| Christiansen 62’ | Marcatori | 71’ Nego |

| Arbitro: | Carlos del Cerro Grande |

|                          |           |             |
| Ben Nabouhane 23’ (rig.) | Marcatori | 25’ Grendel |

| Arbitro: | Aliyar Aghayev |

|                                                |           |  |
| Dabour 16’ (rig.), 45+3’ Samassékou 81’ (rig.) | Marcatori |  |

| Arbitro: | Luca Banti |

|              |           |                |
| McGregor 17’ | Marcatori | 44’ Klōnaridīs |

###### Piazzate
| Arbitro: | Craig Pawson |

|                       |           |            |
| Hušbauer 90+5’ (rig.) | Marcatori | 82’ Verbič |

| Arbitro: | Tobias Stieler |

|                                         |           |                         |
| Carcela-González 67’ Emond 90+4’ (rig.) | Marcatori | 19’ Huntelaar 34’ Tadić |

| Arbitro: | Aleksei Kulbakov |

|           |           |  |
| Cervi 69’ | Marcatori |  |

| Arbitro: | Orel Grinfeld |

|                                            |           |                     |
| Prijović 29’ (rig.) Limnios 37’ Pelkas 44’ | Marcatori | 7’ Popov 17’ Promes |

##### Ritorno

###### Campioni
| Arbitro: | Andris Treimanis |

|            |           |            |
| Ivanić 20’ | Marcatori | 54’ Míchel |

| Arbitro: | Vladislav Bezborodov |

|                    |           |              |
| Galo 6’ Livaja 50’ | Marcatori | 78’ Sinclair |

| Arbitro: | Gediminas Mažeika |

|                |           |  |
| Gavranović 74’ | Marcatori |  |

| Felcsút 14 agosto 2018, ore 20:00 CEST | MOL Vidi                 | 0 – 0 referto | Malmö FF | Pancho stadium (3 432 spett.)\| Arbitro: \| Javier Estrada Fernández \| |
| Arbitro:                               | Javier Estrada Fernández |               |          |                                                                         |

| Arbitro: | Tamás Bognár |

|  |           |                |
|  | Marcatori | 90+2’ Minamino |

| Arbitro: | Serdar Gözübüyük |

|          |           |                               |
| Bakoš 6’ | Marcatori | 7’ Ben Nabouhane 98’ Radonjić |

###### Piazzate
| Arbitro: | Daniel Stefański |

|                          |           |  |
| Verbič 11’ Bjesjedin 74’ | Marcatori |  |

| Mosca 14 agosto 2018, ore 19:30 CEST | Spartak Mosca | 0 – 0 referto | PAOK | Stadion Spartak (40 385 spett.)\| Arbitro: \| Ruddy Buquet \| |
| Arbitro:                             | Ruddy Buquet  |               |      |                                                               |

| Arbitro: | Slavko Vinčić |

|             |           |               |
| Potuk 45+1’ | Marcatori | 26’ Fernandes |

| Arbitro: | Ivan Kružliak |

|                                     |           |  |
| Huntelaar 30’ de Ligt 34’ Neres 46’ | Marcatori |  |

##### Tabella riassuntiva
| Squadra 1      | Totale      | Squadra 2       | Andata   | Ritorno     |
| Campioni       | Campioni    | Campioni        | Campioni | Campioni    |
| -------------- | ----------- | --------------- | -------- | ----------- |
| Celtic         | 2 - 3       | AEK Atene       | 1 - 1    | 1 - 2       |
| Salisburgo     | 4 - 0       | Škendija        | 3 - 0    | 1 - 0       |
| Stella Rossa   | 3 - 2       | Spartak Trnava  | 1 - 1    | 2 - 1 (dts) |
| Qarabağ        | 1 - 2       | BATĖ Borisov    | 0 - 1    | 1 - 1       |
| Astana         | 0 - 3       | Dinamo Zagabria | 0 - 2    | 0 - 1       |
| Malmö FF       | 1 - 1 (gfc) | Fehérvár        | 1 - 1    | 0 - 0       |
| Piazzate       |             |                 |          |             |
| Standard Liegi | 2 - 5       | Ajax            | 2 - 2    | 0 - 3       |
| Benfica        | 2 - 1       | Fenerbahçe      | 1 - 0    | 1 - 1       |
| Slavia Praga   | 1 - 3       | Dinamo Kiev     | 1 - 1    | 0 - 2       |
| PAOK           | 3 - 2       | Spartak Mosca   | 3 - 2    | 0 - 0       |